# Antoni Polanowski
Antoni Polanowski (ur. 15 kwietnia 1937 w Radziechowach) – polski biotechnolog, dr hab., profesor i kierownik Zakładu Biotechnologii Białek Wydziału Biotechnologii Uniwersytetu Wrocławskiego.

## Życiorys
W 1961 ukończył studia w Wyższej Szkole Rolniczej we Wrocławiu. Obronił pracę doktorską, następnie uzyskał stopień doktora habilitowanego. 1 lutego 1986 nadano mu tytuł profesora w zakresie nauk matematycznych. Objął funkcję profesora i kierownika w Zakładzie Biotechnologii Białek na Wydziale Biotechnologii Uniwersytetu Wrocławskiego. Pod jego kierunkiem swoje rozprawy doktorskie napisali m.in. Jacek Bania i Jacek Leluk.
Był członkiem Komisji ds. Stopni i Tytułów; Sekcja III – Nauk Biologicznych, Rolniczych, Leśnych i Weterynaryjnych Centralnej Komisji do Spraw Stopni i Tytułów i członkiem Komitetu Biotechnologii Polskiej Akademii Nauk.